# Jewgienij Bielajew (biegacz narciarski)
Jewgienij Prokopjewicz Bielajew (ros. Евгений Прокопьевич Беляев, ur. 20 marca 1954 w Kirowsku, zm. 17 marca 2003) – rosyjski biegacz narciarski reprezentujący Związek Radziecki, trzykrotny medalista olimpijski oraz dwukrotny medalista mistrzostw świata.

## Kariera
Jego olimpijskim debiutem były igrzyska w Innsbrucku w 1976 r. Zajął tam drugie miejsce na dystansie 15 km, przegrywając jedynie ze swoim rodakiem Nikołajem Bażukowem. Ponadto wspólnie z Bażukowem, Siergiejem Sawieljewem i Iwanem Garaninem wywalczył brązowy medal w sztafecie. Cztery lata później, podczas igrzysk olimpijskich w Lake Placid radziecka sztafeta w składzie: Wasilij Roczew, Nikołaj Bażukow, Jewgienij Bielajew i Nikołaj Zimiatow triumfowała przed Norwegami i Finami. Na tych samych igrzyskach jego najlepszym wynikiem było 6. miejsce w biegu na 50 km technika klasyczną.
Startował także na mistrzostwach świata w Lahti w 1978 r. Zdobył tam srebrne medale w biegach na 15 i 50 km stylem klasycznym. Ponadto zajął 5. miejsce w biegu na 30 km, a wraz z kolegami z reprezentacji zajął 4. miejsce w sztafecie. Był mistrzem ZSRR w biegu na 50 km (1978, 1981) oraz w sztafecie (1983).

## Osiągnięcia

### Igrzyska olimpijskie
| Miejsce | Dzień     | Rok  | Miejscowość | Konkurencja             | Czas biegu | Strata    | Zwycięzca        |
| ------- | --------- | ---- | ----------- | ----------------------- | ---------- | --------- | ---------------- |
| 2.      | 8 lutego  | 1976 | Innsbruck   | 15 km stylem klasycznym | 43:58,47   | +2,63     | Nikołaj Bażukow  |
| 3.      | 11 lutego | 1976 | Innsbruck   | Sztafeta 4 × 10 km      | 2:07:59,72 | +2:51,74  | Finlandia        |
| 38.     | 14 lutego | 1976 | Innsbruck   | 50 km stylem klasycznym | 2:37:30,05 | +16:30,50 | Ivar Formo       |
| 11.     | 14 lutego | 1980 | Lake Placid | 30 km stylem klasycznym | 1:27:02,80 | +3:32,52  | Nikołaj Zimiatow |
| 5.      | 17 lutego | 1980 | Lake Placid | 15 km stylem klasycznym | 41:57,63   | +48,39    | Thomas Wassberg  |
| 1.      | 20 lutego | 1980 | Lake Placid | Sztafeta 4 × 10 km      | 1:57:03,46 | -         | -                |
| 6.      | 23 lutego | 1980 | Lake Placid | 50 km stylem klasycznym | 2:27:24,60 | +3:56,59  | Nikołaj Zimiatow |

### Mistrzostwa świata
| Miejsce | Dzień     | Rok  | Miejscowość | Konkurencja             | Czas biegu | Strata   | Zwycięzca          |
| ------- | --------- | ---- | ----------- | ----------------------- | ---------- | -------- | ------------------ |
| 5.      | 19 lutego | 1978 | Lahti       | 30 km stylem klasycznym | 1:32:56,00 | +1:50,66 | Siergiej Sawieljew |
| 2.      | 22 lutego | 1978 | Lahti       | 15 km stylem klasycznym | 49:09,37   | +2,25    | Józef Łuszczek     |
| 4.      | 23 lutego | 1978 | Lahti       | Sztafeta 4 × 10 km      | 2:05:17,63 | +2:38,91 | Szwecja            |
| 2.      | 26 lutego | 1978 | Lahti       | 50 km stylem klasycznym | 2:46:43,06 | +51,42   | Sven-Åke Lundbäck  |

### Puchar Świata
W sezonach 1973/1974 - 1980/1981 Puchar Świata rozgrywany był nieoficjalnie.

#### Miejsca w klasyfikacji generalnej
- sezon 1973/1974: ?
- sezon 1974/1975: 8.
- sezon 1975/1976: ?
- sezon 1976/1977: 25.
- sezon 1977/1978: ?
- sezon 1978/1979: 10.
- sezon 1979/1980: 19.
- sezon 1980/1981: 9.

#### Miejsca na podium
1. Reit im Winkl – 19 stycznia 1974 (15 km) – 2. miejsce
2. Falun – 23 lutego 1975 (30 km) – 3. miejsce
3. Lahti – 28 lutego 1975 (15 km) – 3. miejsce
4. Innsbruck – 8 lutego 1976 (15 km) – 2. miejsce
5. Lahti – 5 marca 1976  (15 km) – 2. miejsce
6. Lahti – 22 lutego 1978 (15 km) – 2. miejsce
7. Lahti – 24 lutego 1978 (50 km) – 2. miejsce
8. Kawgołowo – 6 stycznia 1979 (15 km) – 1. miejsce
9. Davos – 13 grudnia 1980 (15 km) – 1. miejsce
10. La Bresse – 24 stycznia 1981 (15 km) – 3. miejsce
11. Lahti – 5 marca 1981 (15 km) – 3. miejsce